# Дом Святого Саввы

Дом им. Святого Саввы (серб. Дом Светог Саве) находится в Белграде, на улице Царя Душана д. 13, построен в 1890 году. По своему внешнему облику и архитектурным характеристикам здание Дома им. Святого Саввы признано объектом культурного наследия и памятником культуры.
Название Дом им. Святого Савы написано на переднем фасаде, на аттике над средним ризалитом, который за свой счёт построил Димитрие Наумович, белградский котельник.
Общество им. Святого Саввы, основанное в 1886 году с целью распространять просвещение и национальные чувства среди народа, построило здание Дома им. Святого Саввы в 1890 году, предназначенное для размещения управления и органов общества, по проекту архитектора Йована Илкича. 10 августа 1889 года был заложен краеугольный камень. Финансовые и материальные средства на строительство Общество получало за счёт пожертвований, организуя лотереи, устраивая благотворительные базары, а также за счёт ссуд. Общество по этому поводу обращалось с призывами к состоятельным гражданам. В этом ему помогала печать, публикуя различные статьи с рекомендациями, направляемыми в адрес патриотической общественности. Сразу после торжественного открытия здания в 1890 году сюда поселилось Управление Общества, немного спустя сюда поселились Святосаввская школа и Пансион для учащихся Белградской купеческой молодёжи. Когда-то в этом здании был размещён государственный архив, школа для глухонемых общества Стефана Дечанского, Первая белградская гимназия и др. Архитектор Йован Илкич, кроме разработки плана и подготовки сметной стоимости работ, осуществлял надзор за строительством. Дои им. Святого Саввы спроектирован трёхэтажным с цокольным этажом. Хотя общая концепция здания и симметричная композиция его переднего фасада основывается на принципах академизма, фасад оформлен в духе романтизма, с элементами ренессанса и неовизантийского стиля. Плоская поверхность фасада подчёркнута центральным неглубоким ризалитом, который в зоне крыши заканчивается аттиком с пирамидальным куполом. Оконные проёмы второго и третьего этажей, оформленные как бифории с арками, опираются на кордонные карнизы, придавая оттенок романтизма фасаду в целом. К концу строительства заказчик уделил полное внимание внешней эстетике, украшениям на фасаде и внутренней мебели.
Гербы сербских земель, помещённые в люнеты над окнами второго этажа, изготовил мастер Йован Хайнрих Нокен по чертежам живописца Джоки Йовановича. В Первой мировой войне здание использовали оккупационные власти. Многие вещи забрали с собой. С некоторыми изменениями во внешнем виде главного фасада в 1923 году достроен был четвёртый этаж по проекту архитектора Петра Баяловича.

## Внешние ссылки
- Институт по охране памятников культуры Республики Сербии - Белград
- Перечень памятников
- Институт по охране памятников культуры Республики Сербии - Белград/База недвижимых объектов культурного наследия